# Relaciones Costa Rica-Uruguay
Las Relaciones Costa Rica-Uruguay se refieren a las relaciones bilaterales entre la República de Costa Rica y la República Oriental del Uruguay. Ambas naciones son miembros de la Comunidad de Estados Latinoamericanos y del Caribe, Grupo de los 77, Naciones Unidas, Organización de Estados Americanos y la Organización de Estados Iberoamericanos.

## Historia
Durante la colonización española, ambas naciones formaron parte del Imperio español. Durante el período colonial español, Costa Rica fue gobernado por el Virreinato de Nueva España en la Ciudad de México, mientras que Uruguay fue parte del Virreinato del Río de la Plata y se administró desde Buenos Aires. En 1828, Uruguay obtuvo su independencia después de la Guerra del Brasil. En 1841, Costa Rica obtuvo su independencia después de la disolución de la República Federal de Centro América. En 1907, ambas naciones establecieron relaciones diplomáticas.
Las relaciones bilaterales entre ambas naciones han tenido lugar principalmente en foros multilaterales. En enero de 2015, el presidente uruguayo José Mujica realizó una visita a San José para asistir a una cumbre de la Comunidad de Estados Latinoamericanos y Caribeños. En noviembre de 2019, el presidente de Costa Rica Carlos Alvarado Quesada realizó una visita a Uruguay y se reunió con el presidente Tabaré Vázquez.

## Acuerdos bilaterales
Ambas naciones han firmado varios acuerdos como un Acuerdo Comercial (1956); Convenio de Cooperación Científica y Cultural (1971); Acuerdo de Cooperación entre ambas naciones Ministerio de Relaciones Exteriores (1992); Convenio de Cooperación Turística (1997); Convenio de Cooperación Científica, Tecnológica y de Innovación (1998); Memorándum de Entendimiento para el Establecimiento de Consultas Políticas (2002); y un Memorando de Entendimiento sobre Pequeñas y Medianas Empresas (2002).

## Misiones diplomáticas residentes
- Costa Rica tiene una embajada en Montevideo.[1]
- Uruguay tiene una embajada en San José.[5]